# Fala (film 1986)
Fala – polski, muzyczny reportaż filmowy z 1986 roku w reżyserii Piotr Łazarkiewicza, dokumentujący Festiwal Muzyków Rockowych w Jarocinie zorganizowany w 1985 roku.
Film miał prezentować festiwal w oczach biorącej w nim udział młodzieży i ówczesnych władz miasta (okres PRL) oraz przedstawicieli organizacji społecznych – i pokazywać dwa punkty widzenia, dwie wizje świata.

## O filmie
Fala zawiera fragmenty występów ówczesnych gwiazd Jarocina, m.in. Madame z Robertem Gawlińskim jako wokalistą i Aya RL z Pawłem Kukizem. Są Tilt, Moskwa, Dzieci Kapitana Klossa. Muzyka jest przeplatana wypowiedziami mieszkańców Jarocina, m.in. Jana Jajora, I sekretarza PZPR w Jarocinie, przewodniczącego ZSMP, milicjantów, sekretarz Ligi Kobiet w Jarocinie. W filmie jest też pokazana dyskusja kontestującej młodzieży z działaczami studenckimi.
Według Roberta Sankowskiego:
„Falę” można postrzegać przede wszystkim jako manifestację siły tamtej muzyki. Nieocenzurowana wersja filmu pokazana po raz pierwszy na festiwalu w Jarocinie w 2005 roku wzbudziła ogromny entuzjazm widzów. [...] Ale jest jeszcze co najmniej jeden poziom, na którym można odczytywać „Falę”. To kapitalny portret tamtej rzeczywistości. Energia muzyki konfrontowana jest z ponurymi obrazami obdrapanych kamieniczek i szarych polskich ulic.
W latach 80. film pojawił się w kinach w wersji okrojonej przez cenzurę (przede wszystkim z brzmiących groteskowo wypowiedzi władz miasta), mimo to otrzymał m.in. nagrodę w kategorii filmu dokumentalnego na festiwalu Młode Kino Polskie w Gdańsku (1987).
W 2005 film w wersji nieocenzurowanej i uzupełnionej w dodatki ukazał się na DVD.